# Джонс, Джон Эванс
Джон Эванс Джонс (англ. John Evans Jones, 5 декабря 1840 — 10 апреля 1896) — восьмой губернатор штата Невада в 1895—1896 годах.
Джон Эванс Джонс родился в городе Монтгомеришир, Уэльс. В 1856 семья Джонса переехала в штат Айова, а в 1869 году он поступил на службу в филиал железнодорожной компании Union Pacific Railroad, находившийся в городе Эврика (Невада).
В дальнейшем Джон Эванс Джонс работал в горнодобывающей промышленности и сельском хозяйстве вплоть до 1883 года, когда был назначен Главным таможенным инспектором штата Невада. Отработав на этой должности два срока подряд, Джонс был выбран на должность губернатора штата от «Партии серебряных».
Спустя год, 10 апреля 1896 года Джон Эванс Джонс скончался.